# Kentropyx pelviceps
Espèce
Synonymes
- Centropyx pelviceps Cope, 1868

Kentropyx pelviceps est une espèce de sauriens de la famille des Teiidae.

## Répartition
Cette espèce se rencontre :
- en Colombie ;
- en Équateur ;
- dans le nord du Pérou ;
- en Bolivie dans le Pando ;
- au Brésil dans les États d'Amazonas, du Pará et d'Acre.

## Publication originale
- Cope, 1868 : An examination of the Reptilia and Batrachia obtained by the Orton Expedition to Equador and the Upper Amazon, with notes on other species. Proceedings of the Academy of Natural Sciences of Philadelphia, vol. 20, p. 96-140 (texte intégral).